# Lac aux Dorés
Lac aux Dorés är en sjö i Kanada.   Den ligger i regionen Nord-du-Québec och provinsen Québec, i den östra delen av landet, 500 km norr om huvudstaden Ottawa. Lac aux Dorés ligger 373 meter över havet.
I omgivningarna runt Lac aux Dorés växer i huvudsak barrskog. Runt Lac aux Dorés är det glesbefolkat, med 11 invånare per kvadratkilometer.